# Axthelm Ridge
Axthelm Ridge är en bergstopp i Antarktis. Den ligger i Östantarktis. Australien gör anspråk på området. Toppen på Axthelm Ridge är 405 meter över havet.
Terrängen runt Axthelm Ridge är kuperad västerut, men österut är den platt. Terrängen runt Axthelm Ridge sluttar norrut. Trakten är glest befolkad. Närmaste befolkade plats är Leningradskaya Station, 15,9 kilometer nordost om Axthelm Ridge. 